# Alpinska brigada Julia
Alpinska brigada Julia (izvirno italijansko Brigata Alpina "Julia") je lahko-pehotna brigada Italijanske kopenske vojske, ki je specializirana za gorsko bojevanje. Jedro brigade predstavljajo alpini.
Samo ime brigade (Julia) izhaja iz Julijskih Alp (Alpes Iuliae) na področju katerih brigada deluje. Brigada, ki je bila ustanovljena leta 1949, nadaljuje tradicijo 3. alpinske divizije Julia.
Brigada zagotavlja štab in večino enot za italijansko-slovensko-madžarsko bojno skupino.

## Zgodovina
Brigada je bila ustanovljena 15. oktobra 1949 v Vidmu, pri čemer je bila največja brigada celotne Italijanske kopenske vojske z okoli 10.000 pripadniki. Glavna naloga brigade je bila 
zaustavitev sovražnikovih sil na severu Italije (v primeru napada sil Varšavskega pakta), dokler ne bi mobilizirali preostalih enot in izvedli protinapad. 

## Struktura
Trenutna
- Podporni bataljon
- 5. alpinski polk
- 7. alpinski polk
- 8. alpinski polk
- 3. alpinski artilerijski polk
- 2. alpinski inženirski polk

## Vodstvo
Poveljniki
- brigadni general Carlo Cigliana
- brigadni general Camillo Costamagna
- brigadni general Gino Bernardini
- brigadni general Alessandro Ambrosiani
- brigadni general Antonio Scaramuzza de Marco
- brigadni general Edoardo Tessitore
- brigadni general Enzo Marchesi
- brigadni general Lionello Albertini
- brigadni general Corrado San Giorgio
- brigadni general Enrico Ramella
- brigadni general Piero Zavattaro Ardizzi
- brigadni general Renzo Apollonio
- brigadni general Giovanni Delfino
- brigadni general Giorgio Ridolfi
- brigadni general Massimo Mola di Larissè
- brigadni general Mario Gariboldi
- brigadni general Mario Parisio
- brigadni general Giovanni De Acutis
- brigadni general Giuseppe Rizzo
- brigadni general Benito Gavazza
- brigadni general Giuseppe Caccamo
- brigadni general Paolo Madaro
- brigadni general Luigi Federici
- brigadni general C. Alberto Del Piero
- brigadni general Gianfranco Zaro
- brigadni general Giandaniele Forgiarini
- brigadni general Ferruccio Boriero
- brigadni general Giuliano Ferrari
- brigadni general Roberto Scaranari
- brigadni general Silvio Mazzaroli
- brigadni general Gianfranco Marinelli
- brigadni general Ivan Resce
- brigadni general Giovanni Marizza
- brigadni general Luigi Campregher
- brigadni general Alberto Primicerj
- brigadni general Claudio Mora
- brigadni general Paolo Serra
- brigadni general Gianfranco Pio Rossi
- brigadni general Giovanni Manione